# Louis Silvers
Louis Silvers (New York, 6 settembre 1889 – Los Angeles, 26 marzo 1954) è stato un compositore statunitense di colonne sonore cinematografiche.

## Premi Oscar Miglior Colonna Sonora

### Nomination
- L'incendio di Chicago (1938)
- Suez (1939)
- Il canto del fiume (1940)

## Filmografia
- Amore d'altri tempi (Dream Street), regia di D.W. Griffith (1921)
- Maybe It's Love, regia di William A. Wellman - direttore Vitaphone Orchestra (1930)
- Una ragazza allarmante (Love and Hisses), regia di Sidney Lanfield  (1937)
- L'incendio di Chicago (In Old Chicago), regia di Henry King (1937)
- Suez, regia di Allan Dwan - compositore, direzione musicale (1938)

- La piccola principessa (The Little Princess), regia di Walter Lang e, non accreditato, William A. Seiter - direzione musicale (1939)
- Lasciateci vivere! (Let Us Live), regia di John Brahm - musiche di repertorio, non accreditato (1939)
- Romance of the Redwoods
- La sposa di Boston (The Story of Alexander Graham Bell), regia di Irving Cummings (1939)
- La rosa di Washington (Rose of Washington), regia di Gregory Ratoff - direzione musicale (1939)
- Avventurieri dell'aria (Only Angels Have Wings), regia di Howard Hawks - musiche di repertorio, non accreditato (1939)
- Alba di gloria (Young Mr. Lincoln), regia di John Ford - musiche di repertorio, non accreditato (1939)
- Susanna e le giubbe rosse

- Il canto del fiume (Swanee River), regia di Sidney Lanfield (1939)